# Гифальная система
Гифа́льная систе́ма — организация гиф в плодовых телах базидиальных грибов. Выделяют несколько типов гифальных систем в зависимости от дифференциации гиф, составляющих плодовое тело. Тип гифальной системы является важным таксономическим признаком у многих групп грибов, в особенности в порядке полипоровых (Polyporales), где этот признак служит для разграничения родов.
Концепция гифальных систем введена в морфологию грибов британским микологом Э. Корнером в 1932 году, дорабатывалась им самим и другими исследователями и продолжает развиваться в настоящее время. 
Систематика гифальных систем основана на выделении трёх основных типов гиф — генеративных, скелетных и связывающих. Генеративные гифы — базовый тип, который присутствует у всех видов, это гифы, содержащие живой протопласт, они активно растут, способны к анастомозированию и образованию базидий, регулярно ветвятся, имеют неутолщённые стенки и регулярные септы. Гифальная система, состоящая только из генеративных гиф называется мономитической. Другие типы гиф формируются из генеративных в процессе развития плодового тела, их называют вегетативными. Скелетные гифы характеризуются утолщёнными стенками, слабым или отсутствующим ветвлением, септы и пряжки у них также отсутствуют, могут быть ложные перегородки, они не содержат протопласта. Развиваются в зоне роста и обнаруживаются в растущих краях плодового тела. Связывающие гифы — толстостенные, сильно ветвящиеся, часто извилистые, обычно без функционирующего протопласта, развиваются позади зоны роста. Гифальная система, состоящая из генеративных и одного из типов вегетативных гиф называется димитической, состоящая из всех трёх типов — тримитической.
Кроме трёх основных типов гиф и гифальных систем, существуют переходные формы, для которых имеются различные варианты классификации.